# Móra
Móra är en ort i Cypern.   Den ligger i distriktet Eparchía Lefkosías, i den östra delen av landet, 17 km öster om huvudstaden Nicosia. Móra ligger 81 meter över havet och antalet invånare är 522. Den ligger på ön Cypern.
Terrängen runt Móra är platt, och sluttar österut.Trakten runt Móra är ganska glesbefolkad, med 25 invånare per kvadratkilometer. Närmaste större samhälle är Nicosia, 16,9 km väster om Móra. Trakten runt Móra består till största delen av jordbruksmark.